# Kościół Najświętszej Maryi Panny Matki Kościoła i św. Józefa oraz klasztor Bernardynek w Warcie
Kościół Najświętszej Maryi Panny Matki Kościoła i świętego Józefa oraz klasztor Bernardynek – rzymskokatolicki kościół filialny oraz klasztor sióstr Bernardynek należący do parafii Wniebowzięcia Najświętszej Maryi Panny w Warcie.
Budowa kościoła i budynku klasztornego została rozpoczęta w 1677 roku przez przełożoną klasztoru Klarę Szczycińską. Niestety, w 1683 roku obydwie budowle zostały zniszczone przez pożar. Na ich miejscu został wybudowany w 1687 roku drewniany klasztor, a w 1696 roku kościół pod wezwaniem Narodzenia Najświętszej Maryi Panny (również drewniana). W 1722 roku rozpoczęto budowę murowanego klasztoru, a w 1764 roku murowanego kościoła pod wezwaniem św. Józefa. Podczas rozbiorów klasztor w Warcie podzielił los innych polskich klasztorów – w 1898 roku został skasowany. Siostry zostały przeniesione do klasztoru bernardynek w Wieluniu. W 1956 roku świątynia razem z całym niemalże zabytkowym wnętrzem została zniszczona przez pożar wywołany uderzeniem pioruna. Odbudowali ją ojcowie bernardyni i msze święte odprawiane były w niej tylko w dzień patrona św. Józefa. W 1983 roku przełożona klasztor Bernardynek w Wieluniu matka Antonina Mazurek wznowiła starania o reaktywacje klasztoru w Warcie. Prymas Polski kardynał Józef Glemp, dekretem z maja 1984 roku, zezwolił na ponowne objęcie placówki przez Bernardynki. Wspólnota zakonna została zapoczątkowana przez trzy siostry z klasztoru w Wieluniu: Izabela Orłowska, Elżbieta Kosek i Anna Stechura, które przybyły do Warty w dniu 2 lipca 1984 roku. Biskup włocławski Jan Zaręba przyjął je z wielką życzliwością i pobłogosławił rozwój nowego klasztoru. W dniu 14 kwietnia 1985 roku do świątyni Bernardynek został uroczyście wprowadzony cudowny Krzyż Pana Jezusa Warckiego. Ponieważ pomieszczenia dawnego klasztoru były zajmowane przez pobliski szpital psychiatryczny, w 1986 roku została rozpoczęta budowa nowego; w tym samym czasie był prowadzony gruntowny remont świątyni. W dniu 10 lipca 1994 roku biskup włocławski Bronisław Dembowski poświęcił kościół Najświętszej Maryi Panny Matki Kościoła i św. Józefa oraz klasztor.